# Az év magyar kajakozója és kenusa
Az év magyar kajakozója és kenusa címet 1964 óta ítéli oda a Magyar Kajak-Kenu Szövetség.

## Díjazottak
| Év   | Férfiak                                                         | Nők                                                   |
| ---- | --------------------------------------------------------------- | ----------------------------------------------------- |
| 1964 | Hesz Mihály                                                     | Benkő Katalin                                         |
| 1965 | Ürögi László                                                    | nem volt díjazott                                     |
| 1966 | Hesz Mihály                                                     | nem volt díjazott                                     |
| 1967 | Wichmann Tamás                                                  | nem volt díjazott                                     |
| 1968 | Hesz Mihály                                                     | Pfeffer Anna                                          |
| 1969 | Wichmann Tamás                                                  | Pfeffer Anna                                          |
| 1970 | Tatai Tibor                                                     | Pfeffer Anna                                          |
| 1971 | Wichmann Tamás                                                  | Pfeffer Anna                                          |
| 1972 | Wichmann Tamás                                                  | Pfeffer Anna                                          |
| 1973 | Csapó Géza                                                      | Tőzsér Ilona                                          |
| 1974 | Csapó Géza                                                      | Tőzsér Ilona                                          |
| 1975 | Árva Gábor, Povázsay Péter                                      | Tőzsér Ilona                                          |
| 1976 | Sztanity Zoltán                                                 | Rajnai Klára                                          |
| 1977 | Bakó Zoltán, Szabó István                                       | Rajnai Klára                                          |
| 1978 | Buday Tamás, Vaskuti István                                     | nem volt díjazott                                     |
| 1979 | Bakó Zoltán, Szabó István, Wichmann Tamás                       | Rajnai Klára                                          |
| 1980 | Foltán László, Vaskuti István                                   | Rakusz Éva, Zakariás Mária                            |
| 1981 | Foltán László, Vaskuti István                                   | Rakusz Éva                                            |
| 1982 | Sarusi Kis János                                                | Povázsán Katalin                                      |
| 1983 | Buday Tamás, Vaskuti István                                     | Povázsán Katalin, Géczi Erika                         |
| 1984 | Sarusi Kis János                                                | Kőbán Rita                                            |
| 1985 | Csipes Ferenc                                                   | Gyulay Katalin                                        |
| 1986 | Csipes Ferenc                                                   | Mészáros Erika                                        |
| 1987 | Csipes Ferenc                                                   | Kőbán Rita                                            |
| 1988 | Gyulay Zsolt                                                    |                                                       |
| 1989 | Gyulay Zsolt                                                    | Mészáros Erika                                        |
| 1990 | Bohács Zsolt                                                    | Mészáros Erika                                        |
| 1991 | Csipes Ferenc                                                   | Kőbán Rita                                            |
| 1992 | Gyulay Zsolt                                                    | Kőbán Rita, Mészáros Erika, Dónusz Éva, Czigány Kinga |
| 1993 | Borhi Zsombor, Kolonics György                                  | Czigány Kinga                                         |
| 1994 | Borhi Zsombor, Pulai Imre                                       | Kőbán Rita                                            |
| 1995 | Kolonics György, Horváth Csaba                                  | Kőbán Rita                                            |
| 1996 | Kolonics György, Horváth Csaba                                  | Kőbán Rita                                            |
| 1997 | Storcz Botond, Belicza Béla                                     | Mednyánszky Szilvia                                   |
| 1998 | Vereckei Ákos, Horváth Csaba                                    | Dékány Kinga                                          |
| 1999 | Vereckei Ákos, Kolonics György                                  | Kovács Katalin                                        |
| 2000 | Kammerer Zoltán, Storcz Botond, Kolonics György                 | Kovács Katalin                                        |
| 2001 | Vereckei Ákos, Kolonics György                                  | Kovács Katalin                                        |
| 2002 | Vereckei Ákos, Kolonics György                                  | Kovács Katalin                                        |
| 2003 | Vereckei Ákos, Kolonics György                                  | Kovács Katalin                                        |
| 2004 | Vereckei Ákos, Vajda Attila                                     | Janics Natasa                                         |
| 2005 | Kökény Roland, Kucsera Gábor, Kolonics György                   | Kovács Katalin, Janics Natasa                         |
| 2006 | Kammerer Zoltán, Kucsera Gábor, Kozmann György, Kolonics György | Kovács Katalin, Janics Natasa                         |
| 2007 | Vajda Attila                                                    | Kovács Katalin                                        |
| 2008 | Vajda Attila                                                    | Kovács Katalin                                        |
| 2009 | Vajda Attila                                                    | Kovács Katalin                                        |
| 2010 | Kammerer Zoltán, Vajda Attila                                   | Janics Natasa                                         |
| 2011 | Molnár Péter, Vajda Attila                                      | Kozák Danuta, Takács Kincső                           |
| 2012 | Dombi Rudolf, Kökény Roland, Vajda Attila                       | Kozák Danuta, Takács Kincső                           |
| 2013 | Dombvári Bence, Vasbányai Henrik                                | Kozák Danuta, Lakatos Zsanett                         |
| 2014 | Vajda Attila                                                    | Kozák Danuta                                          |
| 2015 | Tótka Sándor, Molnár Péter, Vasbányai Henrik, Mike Róbert       | Kárász Anna, Takács Kincső                            |
| 2016 | Kopasz Bálint                                                   | Kozák Danuta, Lakatos Zsanett                         |
| 2017 | Horváth Bence                                                   | Takács Tamara, Takács Kincső                          |
| 2018 | Kopasz Bálint                                                   | Kozák Danuta                                          |
| 2019 | Kopasz Bálint Adolf Balázs                                      | Kozák Danuta Takács Kincső Balla Virág                |
| 2020 | Kopasz Bálint                                                   | Csipes Tamara                                         |
| 2021 | Kopasz Bálint                                                   | Csipes Tamara                                         |
| 2022 | Kopasz Bálint                                                   | Bragato Giada Nagy Bianka                             |
| 2023 | Nádas Bence                                                     | Csipes Tamara                                         |
| 2024 | Varga Ádám (1)                                                  | Csipes Tamara (4)                                     |